# Rapid JC in het seizoen 1961/62
Het seizoen 1619/1962 was het achtste en het laatste jaar in het bestaan van de Kerkraadse betaald voetbalclub Rapid JC. De club kwam uit in de Eredivisie en eindigde daarin op de 18e plaats. Tevens deed de club mee aan het toernooi om de KNVB Beker, hierin werd in de derde ronde verloren van Sittardia (0–1). Na het seizoen fuseerde club met plaatsgenoot Roda Sport om verder te gaan onder de naam Roda JC.

## Wedstrijdstatistieken

### Eredivisie
|       | ADO   | Ajax  | Blauw-Wit | DOS   | DWS/A | Sportclub Enschede | Feijenoord | Fortuna '54 | GVAV  | MVV   | NAC   | PSV   | Sparta | Volendam | De Volewijckers | VVV   | Willem II |
| ----- | ----- | ----- | --------- | ----- | ----- | ------------------ | ---------- | ----------- | ----- | ----- | ----- | ----- | ------ | -------- | --------------- | ----- | --------- |
| Thuis | 3 – 3 | 1 – 2 | 2 – 3     | 3 – 3 | 0 – 1 | 0 – 1              | 1 – 6      | 0 – 3       | 1 – 0 | 0 – 0 | 2 – 5 | 1 – 0 | 0 – 2  | 1 – 3    | 4 – 1           | 3 – 0 | 1 – 5     |
| Uit   | 4 – 1 | 2 – 2 | 3 – 1     | 5 – 0 | 0 – 0 | 1 – 2              | 3 – 0      | 0 – 1       | 2 – 1 | 0 – 0 | 1 – 1 | 7 – 1 | 3 – 0  | 3 – 0    | 3 – 2           | 2 – 0 | 0 – 0     |

### KNVB beker
| 3e ronde                                        | Sittardia     | 1 – 0 (0 – 0) | Rapid JC |
| 28 april 1962 Plaats: Sittard Sittardia-terrein | Jan Wolfs 50' |               |          |

## Statistieken Rapid JC 1961/1962

### Eindstand Rapid JC in de Nederlandse Eredivisie 1961 / 1962
| Stand | Gespeeld | Gewonnen | Gelijk | Verloren | Punten | Doelpunten voor | Doelpunten tegen |
| ----- | -------- | -------- | ------ | -------- | ------ | --------------- | ---------------- |
| 18e   | 34       | 6        | 8      | 20       | 20     | 35              | 77               |

### Topscorers
| #                 | Naam          | Goal |
| ----------------- | ------------- | ---- |
| 1.                | Frans Rutten  | 25   |
| 2.                | Hub Lenz      | 3    |
| 3.                | Toon Ederveen | 2    |
| 4.                | Karel Bauling | 1    |
| 4.                | Piet Coumans  | 1    |
| Onbekend doelpunt |               |      |
| –                 | Onbekend      | 1    |
| Totaal            | Totaal        | 35   |

| #      | Naam        | Goal |
| ------ | ----------- | ---- |
| –      | Geen speler | 0    |
| Totaal | Totaal      | 0    |

## Voetnoten
ADO ·
Ajax ·
Blauw-Wit ·
DOS ·
DWS/A ·
Sportclub Enschede ·
Feijenoord ·
Fortuna '54 ·
GVAV ·
MVV ·
NAC ·
PSV ·
Rapid JC ·
Sparta ·
Volendam ·
De Volewijckers ·
VVV ·
Willem II